# Henri Victor Vallois
Henri Victor Vallois (1889-1981) fue un antropólogo y paleontólogo francés, así como uno de los redactores jefe de la Revue d'Anthropologie de 1932 a 1970, y director del Musée de l'Homme en 1950.

## Taxonomía racial
En 1944, Henri Vallois establece una taxonomía racial en su obra Les Races humaines, dividiendo a los humanos en cuatro grupos compuestos de veintisiete « razas » :
- Razas primitivas: compuestas de dos razas (vedda, australiana)
- Razas negras: compuestas de siete razas (etíope, melanoafricana, negrilla, koisán, melanoindia, negrita, melanesia)
- Razas blancas: compuestas de diez razas (nórdica, europea oriental, dinárica, alpina, mediterránea, sudoriental, indo-afgana, anatoliana, aína, torania)
- Razas amarillas: compuestas de nueve razas (siberiana, normongola, centromongola, sudmongola, indonesia, polinesia, eskima, amerindia)

Esas diferentes razas fueron repartidas en seis áreas antropológicas: 
- Europa y la cuenca mediterránea (África del Norte y Asia sudoccidental)
- África subsahariana
- India
- Asia transhimalaya
- Oceanía
- América